# Roy Thomson Hall

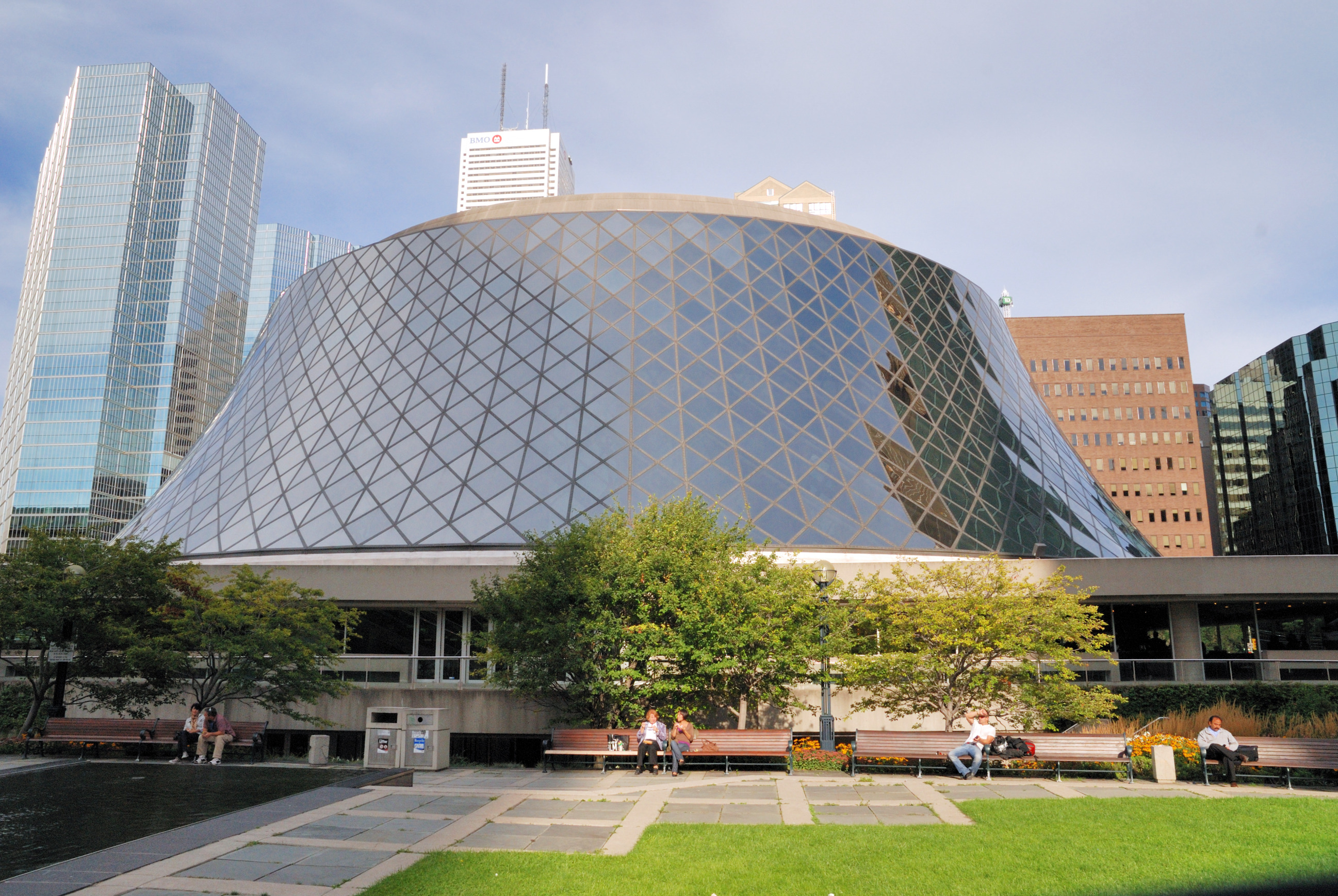
Roy Thomson Hall

Die Roy Thomson Hall ist eine Konzerthalle in der Innenstadt der kanadischen Stadt Toronto. Sie ist Sitz des Toronto Symphony Orchestra sowie des Toronto Mendelssohn Choir, die vorher in der Massey Hall auftraten. 
Die Roy Thomson Hall wurde im Herbst 1982 eröffnet und 2002 renoviert. Ihre äußere Form eines gekrümmten Kegelstumpfes ist mit einer strukturierten Glasfassade verkleidet. Architekten des Gebäudes waren Arthur Erickson und Mather & Haldenby. Die Baukosten betrugen 17,7 Millionen kanadische Dollar. Die nach Roy Thomson, einem kanadischen Zeitungs- und Medienunternehmer, benannte Halle bietet 3540 Sitzplätze. 
Die Halle fungiert jedes Jahr für Galaauftritte im Rahmen der Toronto International Film Festival, deren einer Hauptaustragungsorte sie ist. 
In der Nähe der Roy Thomson Hall beginnt der Canada’s Walk of Fame.